# Ben Pinkelman
Ben Pinkelman (13 de junho de 1994) é um jogador de rugby sevens estadunidense.

## Carreira
Ben Pinkelman integrou o elenco da Seleção Estados Unidos de Rugbi de Sevens, na Rio 2016, que foi 9º colocada.